# Europees kampioenschap voetbal onder 18 - 2001 (kwalificatie)
De kwalificatie voor het Europees kampioenschap voetbal voor mannen onder 18 jaar van 2001 werd gespeeld tussen 1 oktober 2000 en 16 mei 2001. Er zouden in totaal zeven landen kwalificeren voor het eindtoernooi dat in juli 2001 heeft plaatsgevonden in Finland. Het gastland hoefde geen kwalificatiewedstrijden te spelen, maar was als gastland automatisch gekwalificeerd. In totaal deden er 50 landen van de UEFA mee.

## Gekwalificeerde landen
| # | Land        | Gekwalificeerd als    |
| - | ----------- | --------------------- |
| 1 | Finland     | Gastland              |
| 2 | Oekraïne    | Winnaars tweede ronde |
| 3 | België      | Winnaars tweede ronde |
| 4 | Polen       | Winnaars tweede ronde |
| 5 | Tsjechië    | Winnaars tweede ronde |
| 6 | Denemarken  | Winnaars tweede ronde |
| 7 | Joegoslavië | Winnaars tweede ronde |
| 8 | Spanje      | Winnaars tweede ronde |

## Eerste ronde

### Groep 1
De wedstrijden werden gespeeld tussen 13 en 17 november 2000 in Cyprus.
| Pos | Team        | Wed | W | G | V | Ptn | DV | DT | +/− | Kwalificatie                    |   | UKR | HUN | BLR | CYP |
| --- | ----------- | --- | - | - | - | --- | -- | -- | --- | ------------------------------- | - | --- | --- | --- | --- |
| 1   | Oekraïne    | 3   | 3 | 0 | 0 | 9   | 6  | 1  | +5  | Geplaatst voor de tweede ronde. |   | —   | 1–0 | 3–0 | 2–1 |
| 2   | Hongarije   | 3   | 1 | 1 | 1 | 4   | 7  | 4  | +3  |                                 |   | —   | —   | 2–2 | 5–1 |
| 3   | Wit-Rusland | 3   | 0 | 2 | 1 | 2   | 2  | 5  | −3  |                                 | — | —   | —   | 0–0 |     |
| 4   | Cyprus      | 3   | 0 | 1 | 2 | 1   | 2  | 7  | −5  |                                 | — | —   | —   | —   |     |

### Groep 2
De wedstrijden werden gespeeld tussen 13 en 17 november 2000 in Griekenland.
| Pos | Team        | Wed | W | G | V | Ptn | DV | DT | +/− | Kwalificatie                    |   | GRE | ROU | EST | LUX |
| --- | ----------- | --- | - | - | - | --- | -- | -- | --- | ------------------------------- | - | --- | --- | --- | --- |
| 1   | Griekenland | 3   | 3 | 0 | 0 | 9   | 5  | 0  | +5  | Geplaatst voor de tweede ronde. |   | —   | 1–0 | 1–0 | 3–0 |
| 2   | Roemenië    | 3   | 2 | 0 | 1 | 6   | 9  | 1  | +8  |                                 |   | —   | —   | 6–0 | 3–0 |
| 3   | Estland     | 3   | 1 | 0 | 2 | 3   | 4  | 8  | −4  |                                 | — | —   | —   | 4–1 |     |
| 4   | Luxemburg   | 3   | 0 | 0 | 3 | 0   | 1  | 10 | −9  |                                 | — | —   | —   | —   |     |

### Groep 3
De wedstrijden werden gespeeld tussen 26 en 30 november 2000 in Malta.
| Pos | Team          | Wed | W | G | V | Ptn | DV | DT | +/− | Kwalificatie                    |   | BEL | SUI | LIE | MLT |
| --- | ------------- | --- | - | - | - | --- | -- | -- | --- | ------------------------------- | - | --- | --- | --- | --- |
| 1   | België        | 3   | 2 | 1 | 0 | 7   | 11 | 1  | +10 | Geplaatst voor de tweede ronde. |   | —   | 1–1 | 3–0 | 7–0 |
| 2   | Zwitserland   | 3   | 2 | 1 | 0 | 7   | 6  | 2  | +4  |                                 |   | —   | —   | 3–1 | 2–0 |
| 3   | Liechtenstein | 3   | 0 | 1 | 2 | 1   | 2  | 7  | −5  |                                 | — | —   | —   | 1–1 |     |
| 4   | Malta         | 3   | 0 | 1 | 2 | 1   | 1  | 10 | −9  |                                 | — | —   | —   | —   |     |

### Groep 4
De wedstrijden werden gespeeld tussen 3 en 7 december 2000 in Turkije.
| Pos | Team       | Wed | W | G | V | Ptn | DV | DT | +/− | Kwalificatie                    |   | ISR | TUR | ALB | SMR |
| --- | ---------- | --- | - | - | - | --- | -- | -- | --- | ------------------------------- | - | --- | --- | --- | --- |
| 1   | Israël     | 3   | 3 | 0 | 0 | 9   | 8  | 1  | +7  | Geplaatst voor de tweede ronde. |   | —   | 1–0 | 3–1 | 4–0 |
| 2   | Turkije    | 3   | 2 | 0 | 1 | 6   | 12 | 1  | +11 |                                 |   | —   | —   | 4–0 | 8–0 |
| 3   | Albanië    | 3   | 1 | 0 | 2 | 3   | 2  | 7  | −5  |                                 | — | —   | —   | 1–0 |     |
| 4   | San Marino | 3   | 0 | 0 | 3 | 0   | 0  | 13 | −13 |                                 | — | —   | —   | —   |     |

### Groep 5
De wedstrijden werden gespeeld tussen 7 en 11 oktober 2000 in Italië.
| Pos | Team     | Wed | W | G | V | Ptn | DV | DT | +/− | Kwalificatie                    |   | ENG | ITA | FAR | AND |
| --- | -------- | --- | - | - | - | --- | -- | -- | --- | ------------------------------- | - | --- | --- | --- | --- |
| 1   | Engeland | 3   | 3 | 0 | 0 | 9   | 11 | 1  | +10 | Geplaatst voor de tweede ronde. |   | —   | 2–1 | 5–0 | 4–0 |
| 2   | Italië   | 3   | 2 | 0 | 1 | 6   | 16 | 2  | +14 |                                 |   | —   | —   | 6–0 | 9–0 |
| 3   | Faeröer  | 3   | 1 | 0 | 2 | 3   | 2  | 11 | −9  |                                 | — | —   | —   | 2–0 |     |
| 4   | Andorra  | 3   | 0 | 0 | 3 | 0   | 0  | 15 | −15 |                                 | — | —   | —   | —   |     |

### Groep 6
De wedstrijden werden gespeeld tussen 14 en 18 oktober 2000 in Polen.
| Pos | Team     | Wed | W | G | V | Ptn | DV | DT | +/− | Kwalificatie                    |   | POL | ISL | ARM | LTU |
| --- | -------- | --- | - | - | - | --- | -- | -- | --- | ------------------------------- | - | --- | --- | --- | --- |
| 1   | Polen    | 3   | 3 | 0 | 0 | 9   | 6  | 0  | +6  | Geplaatst voor de tweede ronde. |   | —   | 1–0 | 2–0 | 3–0 |
| 2   | IJsland  | 3   | 1 | 0 | 2 | 3   | 2  | 3  | −1  |                                 |   | —   | —   | 1–0 | 1–2 |
| 3   | Armenië  | 3   | 1 | 0 | 2 | 3   | 2  | 4  | −2  |                                 | — | —   | —   | 2–1 |     |
| 4   | Litouwen | 3   | 1 | 0 | 2 | 3   | 3  | 6  | −3  |                                 | — | —   | —   | —   |     |

### Groep 7
De wedstrijden werden gespeeld tussen 1 en 5 oktober 2000 in Oostenrijk.
| Pos | Team                  | Wed | W | G | V | Ptn | DV | DT | +/− | Kwalificatie                    |   | AUT | RUS | AZE  | BIH |
| --- | --------------------- | --- | - | - | - | --- | -- | -- | --- | ------------------------------- | - | --- | --- | ---- | --- |
| 1   | Oostenrijk            | 3   | 3 | 0 | 0 | 9   | 10 | 1  | +9  | Geplaatst voor de tweede ronde. |   | —   | 4–1 | 2–0  | 4–0 |
| 2   | Rusland               | 3   | 2 | 0 | 1 | 6   | 15 | 4  | +11 |                                 |   | —   | —   | 10–0 | 4–0 |
| 3   | Azerbeidzjan          | 3   | 1 | 0 | 2 | 3   | 2  | 13 | −11 |                                 | — | —   | —   | 2–1  |     |
| 4   | Bosnië en Herzegovina | 3   | 0 | 0 | 3 | 0   | 1  | 10 | −9  |                                 | — | —   | —   | —    |     |

### Groep 8
De wedstrijden werden gespeeld tussen 15 en 19 oktober in Tsjechië.
| Pos | Team      | Wed | W | G | V | Ptn | DV | DT | +/− | Kwalificatie                    |   | CZE | IRL | BUL | MDA |
| --- | --------- | --- | - | - | - | --- | -- | -- | --- | ------------------------------- | - | --- | --- | --- | --- |
| 1   | Tsjechië  | 3   | 3 | 0 | 0 | 9   | 8  | 0  | +8  | Geplaatst voor de tweede ronde. |   | —   | 1–0 | 2–0 | 5–0 |
| 2   | Ierland   | 3   | 2 | 0 | 1 | 6   | 5  | 3  | +2  |                                 |   | —   | —   | 3–2 | 2–0 |
| 3   | Bulgarije | 3   | 0 | 1 | 2 | 1   | 3  | 6  | −3  |                                 | — | —   | —   | 1–1 |     |
| 4   | Moldavië  | 3   | 0 | 1 | 2 | 1   | 1  | 8  | −7  |                                 | — | —   | —   | —   |     |

### Groep 9
De wedstrijden werden gespeeld tussen 4 oktober en 6 december 2000.
| Pos | Team      | Wed | W | G | V | Ptn | DV | DT | +/− | Kwalificatie                    |     | NED | GER | FRA |
| --- | --------- | --- | - | - | - | --- | -- | -- | --- | ------------------------------- | --- | --- | --- | --- |
| 1   | Nederland | 4   | 3 | 0 | 1 | 9   | 8  | 5  | +3  | Geplaatst voor de tweede ronde. |     | —   | 0–1 | 2–1 |
| 2   | Duitsland | 4   | 2 | 0 | 2 | 6   | 8  | 9  | −1  |                                 |     | 2–4 | —   | 3–1 |
| 3   | Frankrijk | 4   | 1 | 0 | 3 | 3   | 7  | 9  | −2  |                                 | 1–2 | 4–2 | —   |     |

### Groep 10
De wedstrijden werden gespeeld tussen 23 en 27 oktober 2000 in Slovenië.
| Pos | Team            | Wed | W | G | V | Ptn | DV | DT | +/− | Kwalificatie                    |   | DEN | MKD | SLO |
| --- | --------------- | --- | - | - | - | --- | -- | -- | --- | ------------------------------- | - | --- | --- | --- |
| 1   | Denemarken      | 2   | 2 | 0 | 0 | 6   | 4  | 2  | +2  | Geplaatst voor de tweede ronde. |   | —   | 2–1 | 2–1 |
| 2   | Noord-Macedonië | 2   | 1 | 0 | 1 | 3   | 2  | 2  | 0   |                                 |   | —   | —   | 1–0 |
| 3   | Slovenië        | 2   | 0 | 0 | 2 | 0   | 1  | 3  | −2  |                                 | — | —   | —   |     |

### Groep 11
De wedstrijden werden gespeeld tussen 17 en 21 oktober 2000 in Slowakije.
| Pos | Team      | Wed | W | G | V | Ptn | DV | DT | +/− | Kwalificatie                    |   | SVK | WAL | LAT |
| --- | --------- | --- | - | - | - | --- | -- | -- | --- | ------------------------------- | - | --- | --- | --- |
| 1   | Slowakije | 2   | 2 | 0 | 0 | 6   | 7  | 0  | +7  | Geplaatst voor de tweede ronde. |   | —   | 1–0 | 6–0 |
| 2   | Wales     | 2   | 1 | 0 | 1 | 3   | 2  | 1  | +1  |                                 |   | —   | —   | 2–0 |
| 3   | Letland   | 2   | 0 | 0 | 2 | 0   | 0  | 8  | −8  |                                 | — | —   | —   |     |

### Groep 12
De wedstrijden werden gespeeld tussen 6 en 10 oktober 2000 in Zweden.
| Pos | Team        | Wed | W | G | V | Ptn | DV | DT | +/− | Kwalificatie                    |   | YUG | SCO | SWE |
| --- | ----------- | --- | - | - | - | --- | -- | -- | --- | ------------------------------- | - | --- | --- | --- |
| 1   | Joegoslavië | 2   | 1 | 1 | 0 | 4   | 5  | 4  | +1  | Geplaatst voor de tweede ronde. |   | —   | 2–2 | 3–2 |
| 2   | Schotland   | 2   | 0 | 2 | 0 | 2   | 6  | 6  | 0   |                                 |   | —   | —   | 4–4 |
| 3   | Zweden      | 2   | 0 | 1 | 1 | 1   | 6  | 7  | −1  |                                 | — | —   | —   |     |

### Groep 13
De wedstrijden werden gespeeld tussen 20 en 24 november 2000 in Kroatië.
| Pos | Team    | Wed | W | G | V | Ptn | DV | DT | +/− | Kwalificatie                    |   | ESP | CRO | GEO |
| --- | ------- | --- | - | - | - | --- | -- | -- | --- | ------------------------------- | - | --- | --- | --- |
| 1   | Spanje  | 2   | 2 | 0 | 0 | 6   | 5  | 0  | +5  | Geplaatst voor de tweede ronde. |   | —   | 3–0 | 2–0 |
| 2   | Kroatië | 2   | 1 | 0 | 1 | 3   | 2  | 3  | −1  |                                 |   | —   | —   | 2–0 |
| 3   | Georgië | 2   | 0 | 0 | 2 | 0   | 0  | 4  | −4  |                                 | — | —   | —   |     |

### Groep 14
De wedstrijden werden gespeeld tussen 31 oktober en 4 november 2000 in Portugal.
| Pos | Team          | Wed | W | G | V | Ptn | DV | DT | +/− | Kwalificatie                    |   | POR | NOR | NIR |
| --- | ------------- | --- | - | - | - | --- | -- | -- | --- | ------------------------------- | - | --- | --- | --- |
| 1   | Portugal      | 2   | 2 | 0 | 0 | 6   | 3  | 0  | +3  | Geplaatst voor de tweede ronde. |   | —   | 2–0 | 1–0 |
| 2   | Noorwegen     | 2   | 1 | 0 | 1 | 3   | 3  | 3  | 0   |                                 |   | —   | —   | 3–1 |
| 3   | Noord-Ierland | 2   | 0 | 0 | 2 | 0   | 1  | 4  | −3  |                                 | — | —   | —   |     |

## Tweede ronde
De wedstrijden vonden plaats tussen 22 maart en 16 mei 2001.
| Team 1      | Tot.  | Team 2      | 1e wedstr. | 2e wedstr. |
| ----------- | ----- | ----------- | ---------- | ---------- |
| Griekenland | 1 – 2 | Oekraïne    | 1 – 1      | 0 – 1      |
| België      | 4 – 3 | Israël      | 4 – 1      | 0 – 2      |
| Engeland    | 0 – 1 | Polen       | 0 – 1      | 0 – 0      |
| Oostenrijk  | 0 – 4 | Tsjechië    | 0 – 2      | 0 – 2      |
| Nederland   | 3 – 4 | Denemarken  | 1 – 1      | 2 – 3      |
| Slowakije   | 2 – 5 | Joegoslavië | 1 – 1      | 1 – 4      |
| Spanje      | 3 – 1 | Portugal    | 0 – 0      | 3 – 1      |